# Arild Grande

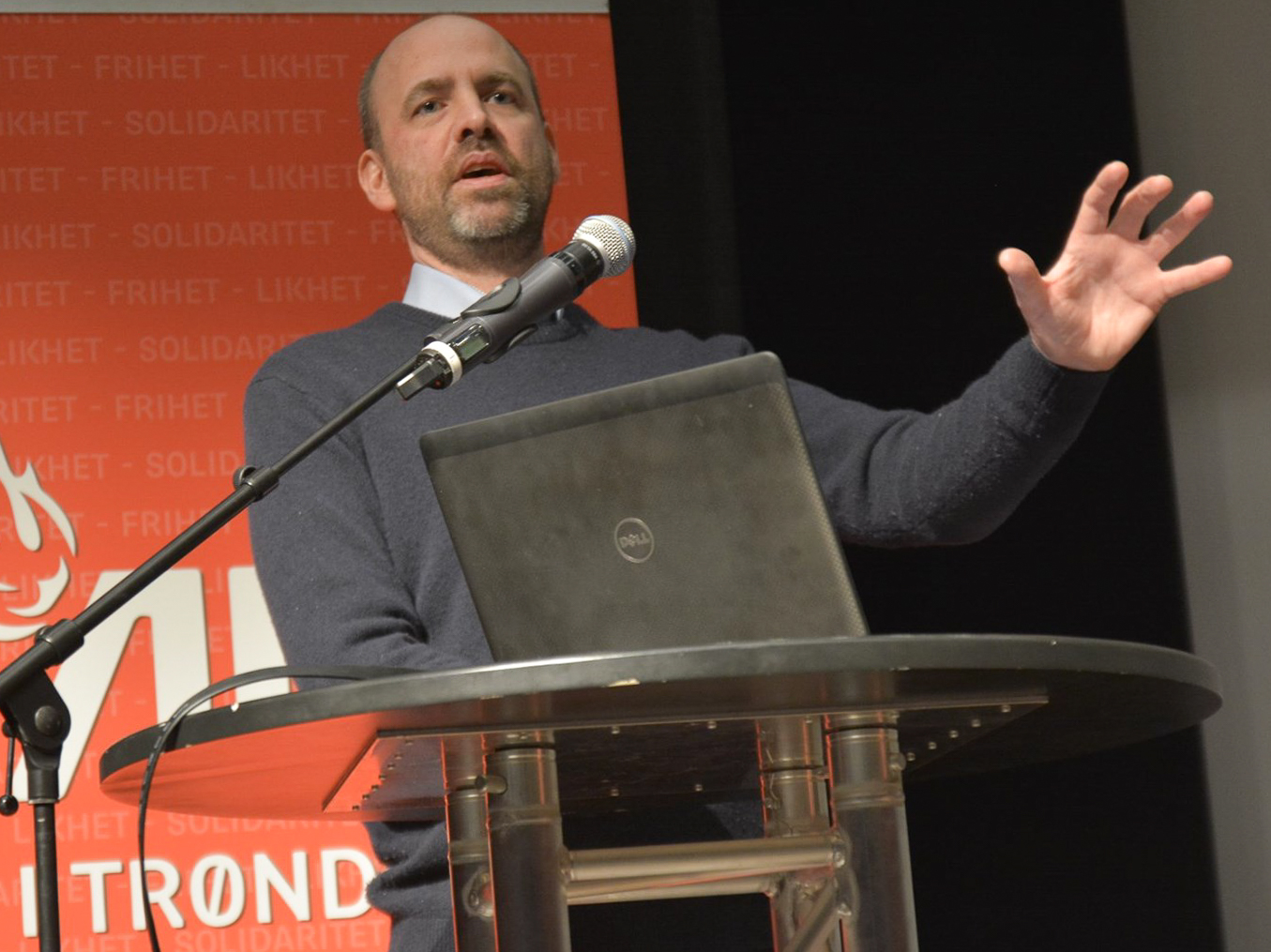
Arild Grande, 2020

Arild Grande (* 5. April 1978 in Trondheim; früher Arild Stokkan-Grande) ist ein norwegischer Politiker der sozialdemokratischen Arbeiderpartiet (Ap). Von 2005 bis 2021 war er Abgeordneter im Storting.

## Leben
Grande engagierte sich in seiner Jugend in der Jugendorganisation Arbeidernes Ungdomsfylking (AUF). Von 1997 bis 2000 diente er als deren Sekretär in der damaligen Provinz Nord-Trøndelag, bis 2002 stand er dem Provinzverband anschließend vor. In der Zeit von 2003 bis 2005 studierte Grande Kirchenmusik an der Technisch-Naturwissenschaftlichen Universität Norwegens (NTNU), nachdem er bereits ab 2000 als Orgelspieler in Levanger tätig war. In den Jahren 2003 bis 2005 war er Abgeordneter im Fylkesting von Nord-Trøndelag.
Grande gelang es bei der Parlamentswahl 2005 nicht, direkt in das norwegische Nationalparlament Storting einzuziehen. Stattdessen wurde er sogenannter Vararepresentant, also Ersatzabgeordneter, für den Wahlkreis Nord-Trøndelag. Er vertrat die gesamte Legislaturperiode über seinen Parteikollegen Bjarne Håkon Hanssen, der als Minister sein Mandat ruhen lassen musste. Grande wurde Mitglied im Kommunal- und Verwaltungsausschuss. Bei der Wahl 2009 zog er schließlich erstmals direkt in das Parlament ein und er wurde Teil des Familien- und Kulturausschusses, wo er auch im Anschluss an die Stortingswahl 2013 verblieb. Nach der Wahl 2017 wechselte er in den Arbeits- und Sozialausschuss. In der Zeit von Oktober 2009 bis September 2013 gehörte er dem Fraktionsvorstand der Arbeiderpartiet-Gruppierung an.
Gemeinsam mit der Ap-Politikerin Lene Vågslid hat er eine Tochter. Die beiden räumten im Jahr 2018 ein, Bonuspunkte von Dienstreisen entgegen der Parlamentsrichtlinie für Privatreisen verwendet zu haben. Im Juni 2020 erklärte er, bei der Parlamentswahl 2021 nicht erneut um einen Sitz im Storting kandidieren zu wollen. In der Folge schied er im Herbst 2021 aus dem Parlament aus.